# William J. Bauman
William J. Bauman  fue un director y actor cinematográfico de nacionalidad estadounidense, activo en la época del cine mudo.

## Filmografía

### Director
- The Starbucks (1912)
- The Counterfeiter
- Lure of the Violin
- The Barrier (1913)
- The Sins of the Father (1913)
- With Lee in Virginia
- Soul of a Thief (1913)
- The Yellow Streak (1913)
- The Sixth Commandment (1913)
- Slim Driscoll, Samaritan
- A Doll for the Baby
- Old Moddington's Daughters
- Sunny; or, The Cattle Thief
- Deception (1913)
- The Face of Fear (1913)
- Any Port in a Storm (1913)
- When the West Was Young (1913)
- The Ghosts (1914)
- The Terror of the Fold

### Actor
- The Face of Fear, de William J. Bauman (1913)